# Ambiente
Ambiente – piąty album studyjny holenderskiego duetu Laserdance, wydany w 1991. Kompozytorem wszystkich utworów był Michiel van der Kuy. W przeciwieństwie do pozostałych płyt Laserdance, wypełnionych dynamicznymi, dyskotekowymi utworami, Ambiente zawiera wyłącznie nastrojowe ballady, wciąż jednak utrzymane w ramach gatunku spacesynth. 

## Spis utworów
1. "Galactic Dream" – 5:07
2. "Moon Dusk" – 5:27
3. "Cosmic Revanche" – 5:34
4. "Voices from Another Planet" – 5:57
5. "So fine all the Time" – 5:27
6. "Stargazer" – 4:46
7. "Vast Emptiness" – 5:24
8. "The New Reunion" – 5:55
9. "Timeless Zone" – 5:56
10. "Laser Fears" – 5:38
11. "Final Tones" – 6:23

Sześć pierwszych utworów to kompozycje premierowe. Pozostałe to nowe wersje utworów znanych z poprzednich płyt Laserdance: 
- Vast Emptiness i The New Reunion z płyty Changing Times (w pierwotnej wersji jako The Reunion)
- Timeless Zone  z płyty Discovery Trip (w pierwotnej wersji jako Time Zone)
- Laser Fears  z płyty Future Generation (w pierwotnej wersji jako Laser Fear)
- Final Tones  z płyty Around the Planet (w pierwotnej wersji jako Final Zone)

## Instrumentarium
- Roland JX-10
- Roland Juno-60
- Roland Juno-106
- Roland MSQ-100
- Roland TR-808
- Yamaha FB-01
- Yamaha REV 500
- Akai MPC 60
- Korg DVP-1 Digital Voice Processor
- Korg M1
- Korg Polysix
- Korg Monotron Delay
- LinnDrum LM2
- Oberheim OB-Xa
- E-mu Emax
- Ensoniq ESQ-1

## Autorstwo utworów
Okładka płyty informuje, iż drugi członek Laserdance i zarazem producent wykonawczy Erik van Vliet był jedynym kompozytorem wszystkich utworów. Tymczasem Michiel van der Kuy stwierdził w wywiadzie, że van Vliet, który za czasów Laserdance nigdy nie pełnił funkcji ani kompozytora, ani wykonawcy, kupił prawa autorskie od rzeczywistego kompozytora i dzięki temu mógł umieścić swoje nazwisko przy kompozycjach, których nigdy nie stworzył.

## Single
W 1991 roku ukazał się maxi singel Megamix vol. 4, zawierający mix utworów z Changing Times pod nazwą Uptempo Mix oraz mix utworów z płyty Ambiente pod nazwą Slow Mix.